# Voyage de Nicolas II en Orient

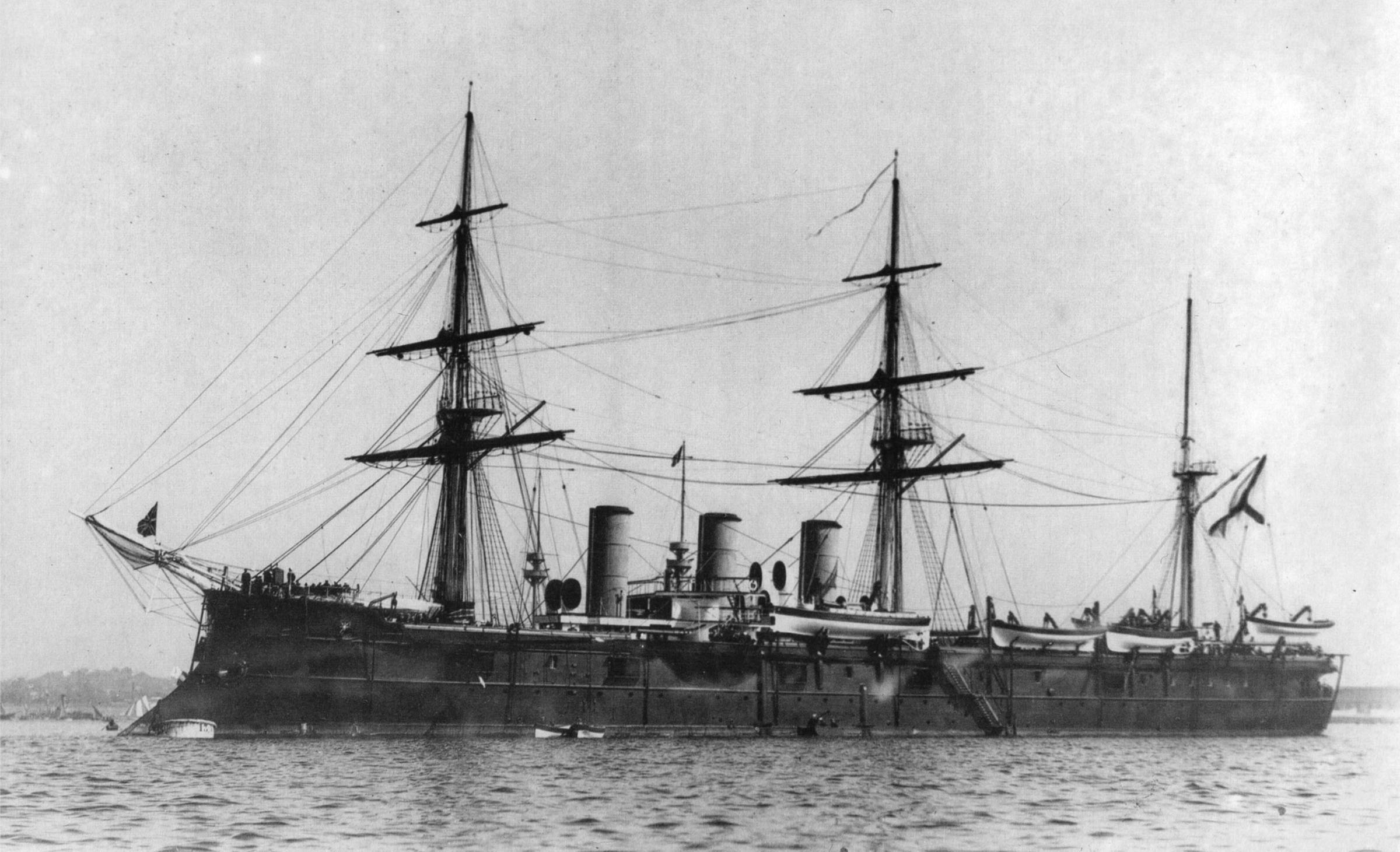
Le croiseur Mémoire d'Azov

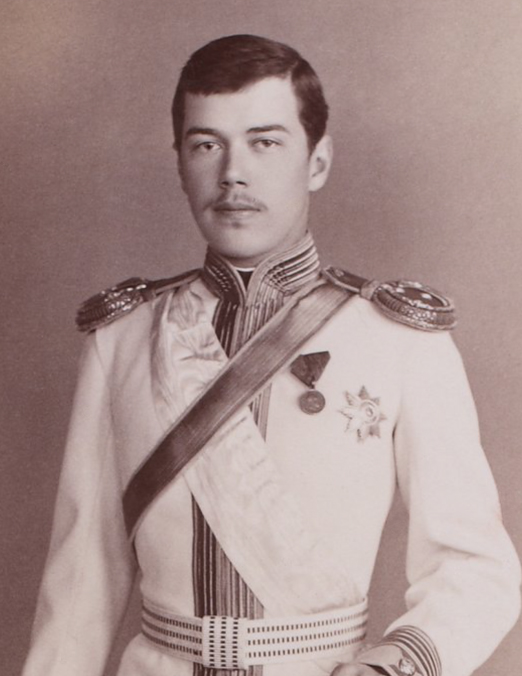
Nicolas II photo des années 1880

Le voyage de Nicolas II en Orient (en russe : Восточное путешествие Николая II) en 1890-1891 est le Grand Tour du tsarévitch Nicolas Alexandrovitch, futur tsar Nicolas II, qui le mena dans de nombreux sites de l'Eurasie. Il est âgé de 22 ans lors du départ et de 23 ans à son retour de voyage. 
Le total des kilomètres parcourus par l'héritier de l'Empire russe s'élève à plus de 51 000 km, dont 15 000 km par chemin de fer et 22 000 km par la mer. Lors de sa visite au Japon, se produisit l'Incident d'Ōtsu au cours duquel le tsarévitch est blessé.

## Préliminaires
Après la Grande Ambassade de Pierre Ier le Grand, les longs voyages à des fins éducatives sont devenus une partie importante de la formation des membres de la famille impériale. En 1890, l'empereur Alexandre III décide de faire réaliser la ligne de chemin de fer du Transsibérien, et son fils et successeur prend part aux cérémonies d'ouverture des travaux. À l'Est, le orientaux ont donné un grand sens symbolique au fait que le futur empereur partait vers l'Est et non plus vers l'Europe comme ses prédécesseurs. Cela signifiait qu'il prenait la direction vers lequel le peuple russe avance selon ce qu'en disait le tuteur du tsarévitch Esper Esperovitch Oukhtomski.

## Le voyage
Le 23 octobre, après un service religieux à Gatchina le tsarévitch se rend en train à Vienne, puis de là à Trieste, où il monte à bord du croiseur Mémoire d'Azov. L'itinéraire est choisi pour éviter d'éventuelles difficultés diplomatiques avec l'Empire ottoman, qui contrôlait les détroits du Bosphore et des Dardanelles.
De Trieste, l'expédition se rend au port du Pirée, où Nicolas rencontre sa marraine Olga Constantinovna de Russie et son mari, le roi des Hellènes, Georges Ier. Leur fils Georges de Grèce les rejoint en tant qu'officier commandant du vaisseau amiral. De Grèce, le tsarévitch se rend à Port-Saïd en Égypte. Pendant que son bateau passe le Canal de Suez, Nicolas et sa cour parcourent le Nil jusqu'à l'emplacement actuel du barrage d'Assouan.
De Suez, l'expédition poursuit sa route vers Aden, et le 11 décembre, elle arrive à Bombay. Là, Nicolas commence son long voyage en Inde, qui se termine à Colombo. Il y visite les curiosités remarquables parmi lesquelles le Taj Mahal et le Temple d'Or (Harmandir Sahib). Il y fait l'acquisition de nombreux objets d'art exotiques qui seront plus tard exposés dans plusieurs musées russes.
Partant de Ceylan le 31 janvier, le croiseur princier se rend à Singapour, puis sur l'île de Java et à Bangkok. Au Siam, le futur empereur passe une semaine, reçu par le roi Rama V. Il y reçoit de nombreux présents. Le 13 mars, il arrive à Nankin où débute la partie chinoise de son voyage. Il y visite des plantations de thé et des manufactures.

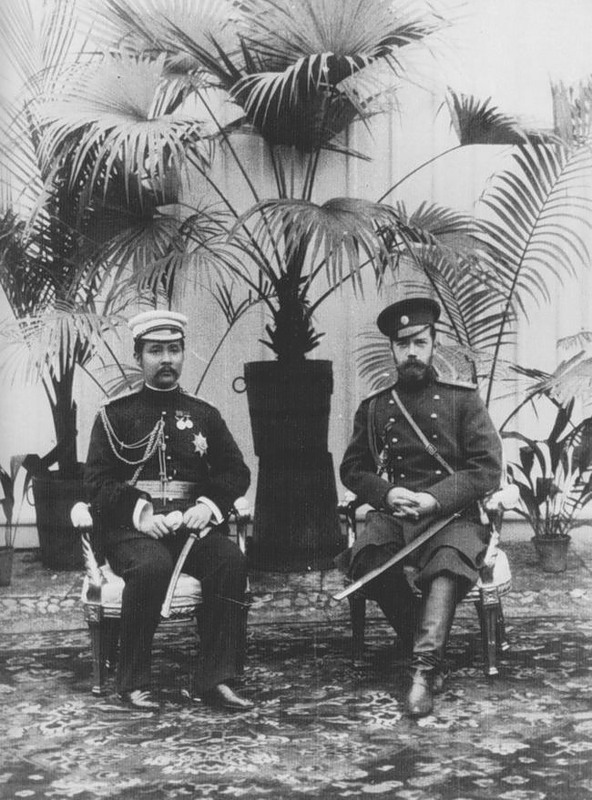
Rama V et Nicolas II

Le 15 avril 1891, accompagné de six bâtiments de la Marine impériale russe, Nicolas arrive au Japon. La flotte russe du Pacifique accoste d'abord à Kagoshima, puis à Nagasaki et enfin à Kobe. De Kobe, le tsarévitch se rend par la voie terrestre à Kyoto, où il est accueilli par une délégation conduite par le prince Takehito Arisugawa. Comme c'était la première visite d'un membre d'une famille impériale au Japon, et que l'Empire russe voyait son influence grandir en Extrême-Orient, le gouvernement japonais accorde une grande importance à cette visite pour contribuer à l'amélioration des relations entre le Japon et la Russie.

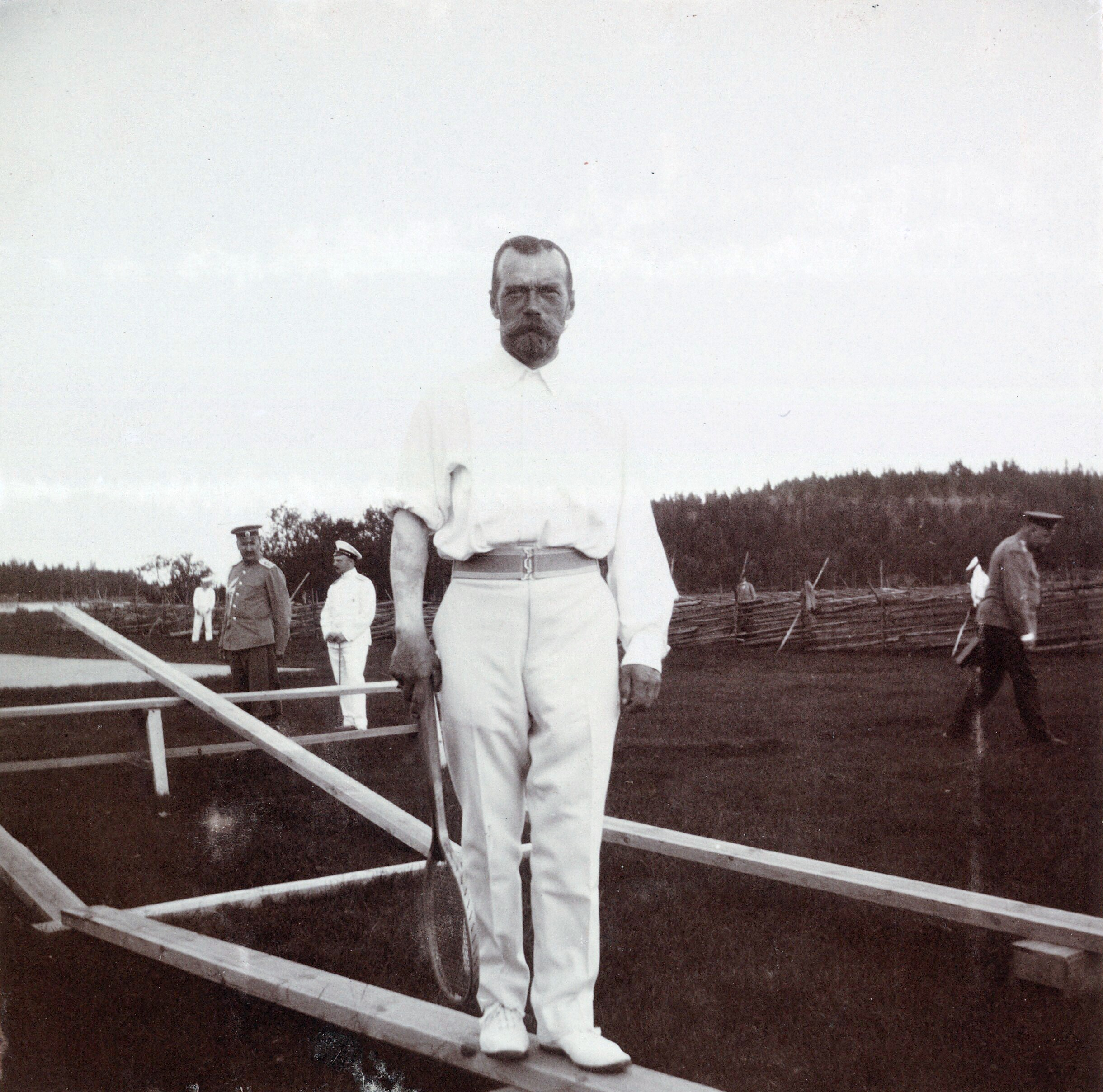
Photographie de Nicolas réalisée dans les années 1910. Sur l'avant-bras droit, le tatouage de dragon réalisé à Nagasaki est visible

Le tsarévitch Nicolas manifestait de l'intérêt pour l'artisanat d'art traditionnel japonais et à Nagasaki il se fit tatouer un dragon sur l'avant-bras,, suivant ainsi la mode qui s'est répandue dans la seconde moitié du XIXe siècle dans les milieux de l'aristocratie anglaise. Lors d'une manifestation officielle, le tsarévitch s'est adressé à son hôte pour une demande inattendue; celle de lui présenter des maîtres locaux du tatouage dont il avait entendu parler dans des guides touristiques. Le lendemain deux maîtres de Nagasaki ont été amenés sur le vaisseau amiral de l'escadre russe, où ils réalisent un tatouage sur la main du prince grec qui accompagne l'expédition et l'autre à l'avant-bras droit de Nikolaï, le tsarévitch. Le tatouage a duré 7 heures . L'image obtenue par Nikolas est celle d'un dragon oriental noir aux cornes jaunes, aux pattes vertes et au ventre rouge.
Le 29 avril, se produit l'Incident d'Ōtsu au cours duquel le tsarévitch est blessé lors d'une tentative d'assassinat perpétrée à son encontre par l'un des membres de son escorte.
Le 7 mai, le tsarévitch quitte Kobé et arrive à Vladivostok quatre jours plus tard. C'est là que se termine la partie officielle de sa mission et que commence son voyage dans son pays pour retourner à Saint-Pétersbourg. Il voyage par voie terrestre et fluviale en passant par Oussouriisk, Khabarovsk, Blagovechtchensk, Nertchinsk, Tchita, Irkoutsk, Tomsk, Sourgout, Tobolsk, Tara, Omsk et Orenbourg, et termine son périple en train jusqu'à Saint-Pétersbourg.

## Témoignages matériels

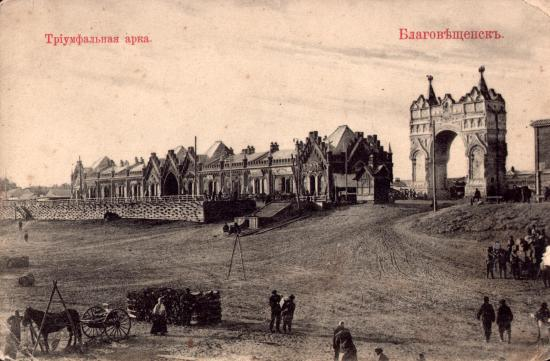
Arc de triomphe élevé à Blagovechtchensk, en 1891, en l'honneur de la visite du tsarévitch

Dans plusieurs villes sibériennes, des arcs de triomphe ont été érigés en l'honneur du passage du tsarévitch, À Tchita, c'est un obélisque qui a été élevé en souvenir du passage du tsarévitch. Il a été démoli à l'époque soviétique.
L'idéologue de la tendance orientaliste à la cour russe, Esper Esperovitch Oukhtomski, a rassemblé des informations ethnographiques à propos des lieux visités par le tsarévitch. Il publia plus tard un ouvrage en trois volumes superbement illustré sur l'expédition Plus de 200 photographies ont été réalisées par Vladimir Mendeleïev, fils du chimiste Dmitri Mendeleïev, qui accompagna l'expédition sur le Mémoire d'Azov.
Au cours de son voyage, le prince héritier a reçu des milliers de cadeaux, dont beaucoup étaient des pièces uniques. Une grande partie d'entre elles est conservée au Musée d'ethnographie et d'anthropologie de l'Académie des sciences de Russie (Kunstkamera ou chambre des curiosités). À la fin de l'année 2010, a eu lieu une première exposition des artéfacts liés au voyage au musée «Tsarinyno (ru)» dans le cadre de l'exposition Panorama de l'empire 

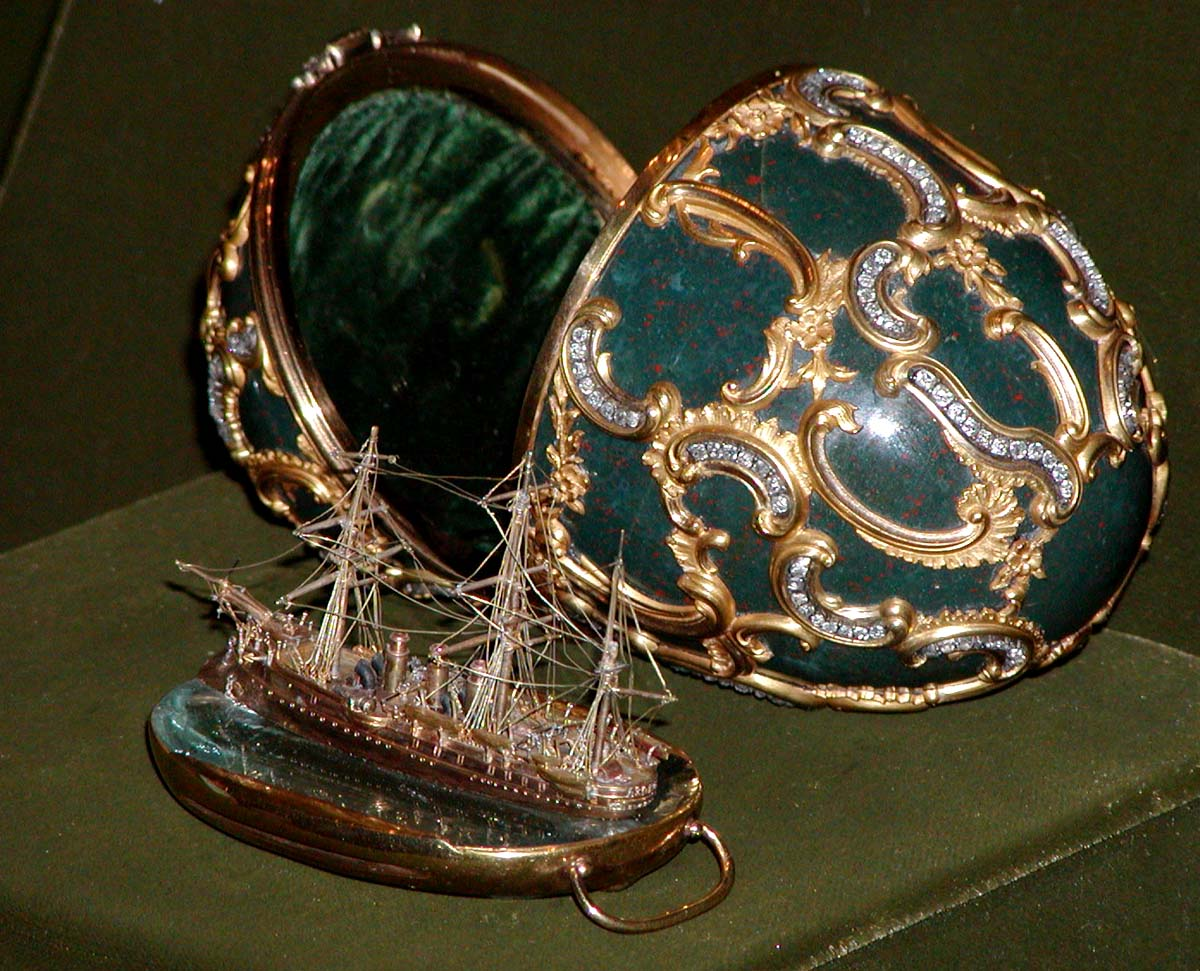
Un Œuf de Fabergé représentant le croiseur sur lequel le fils du Tsar accomplit son périple en Orient

En 1891, Pierre-Karl Fabergé a réalisé l'œuf «Mémoire d'Azov», qui présente une miniature du croiseur à côté de l'œuf. Cette œuvre est visible à Moscou au Kremlin au Palais des Armures.

## Chronologie
- 4 novembre 1890 (16 novembre dans le calendrier grégorien): départ de Gatchina;
- 7 novembre 1890 (19 novembre dans le calendrier grégorien): départ de Trieste;
- 22 novembre 1890 (4 décembre dans le calendrier grégorien) — 10 décembre 1890 (22 décembre dans le calendrier grégorien): visite de l'Égypte;
- 23 décembre 1890 (4 janvier 1891 dans le calendrier grégorien): arrivée à Bombay;
- 23 décembre 1890 au 12 janvier 1891: voyage aux Indes (Raj britannique) 
  - Bombay;
  - Agra;
  - Lahore;
  - Amritsar;
  - Bénarès;
  - Calcutta;
  - Bombay;
  - Madras;
- 12 janvier 1891 (24 janvier dans le calendrier grégorien): arrivée à Ceylan;
- 11 février 1891 (23 février dans le calendrier grégorien): départ de Colombo;
- 19 mars 1891 (31 mars dans le calendrier grégorien): arrivée à Bangkok;
- 25 mars 1891 (6 avril dans le calendrier grégorien): départ de Bangkok;
- 4 avril 1891 (16 avril dans le calendrier grégorien): arrivée à Hong Kong;
- 27 avril 1891 (9 mai dans le calendrier grégorien): arrivée à Nagasaki;
- 11 mai 1891 (23 mai dans le calendrier grégorien): Incident d'Ōtsu;
- 18 mai 1891 (30 mai dans le calendrier grégorien): fête pour l'anniversaire des 23 ans du tsarévitch Nikolaï à Osaka;
- 19 mai 1891 (31 mai dans le calendrier grégorien): départ de Kobe;
- 23 mai 1891 (4 juin dans le calendrier grégorien): arrivée à Vladivostok;
- 2 juin 1891 (14 juin dans le calendrier grégorien): départ de Vladivostok;
- 16 août 1891 (28 août dans le calendrier grégorien): arrivée à Saint-Pétersbourg;